# Rogownica lepka
Rogownica lepka (Dichodon viscidum) – gatunek rośliny, należący do rodziny goździkowatych.

## Rozmieszczenie geograficzne
Występuje w południowej i środkowej Europie oraz południowo-zachodniej Azji, a jako gatunek introdukowany także w północno-zachodniej Afryce i Ameryce Północnej. W Polsce jest gatunkiem bardzo rzadkim; rośnie tylko na Dolnym Śląsku.

## Morfologia

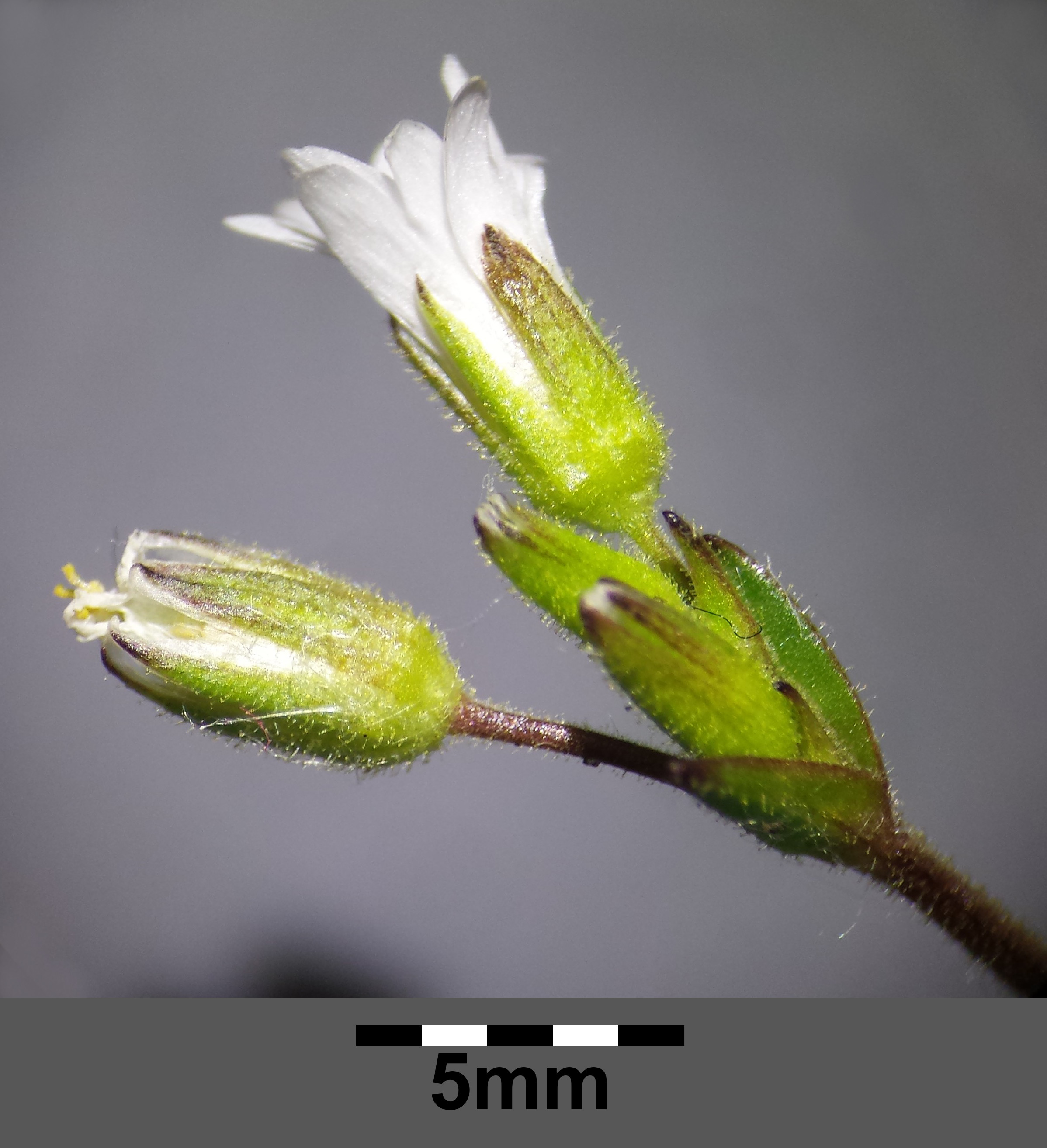
Kwiatostan

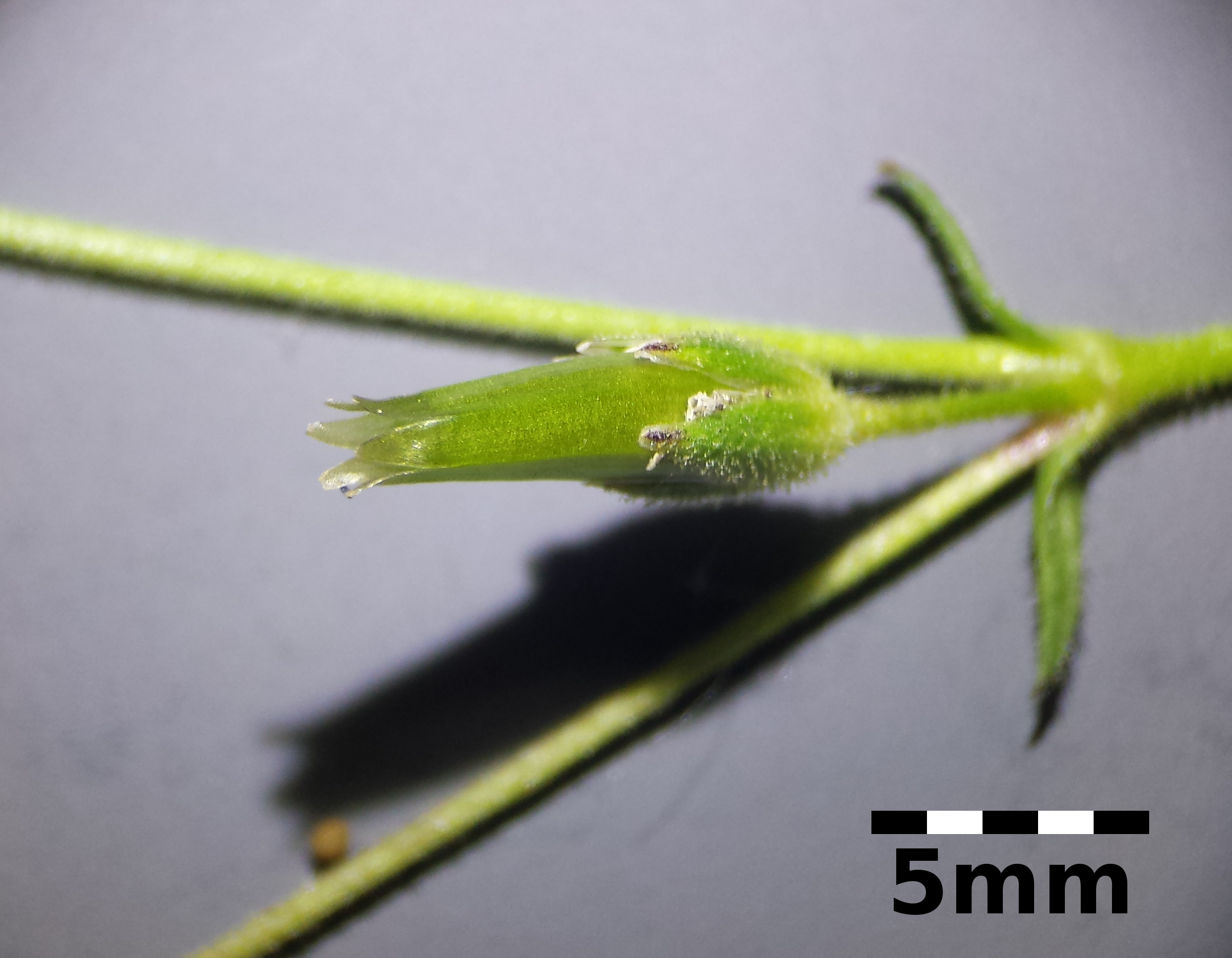
Owoc

ŁodygaGruczołowato owłosiona, wysokości 5-30 cm.
KwiatyPodsadki zielone, ogruczolone. Szypułki wyprostowane, ogruczolone. Płatki białe, wycięte, dłuższe od kielicha. Szyjek słupka 3.
OwocWalcowata torebka, dłuższa od kielicha.

## Biologia i ekologia
Roślina jednoroczna. Rośnie na wilgotnych piaskach i łąkach. Kwitnie w maju i czerwcu. Liczba chromosomów 2n = 36, 38.

## Zagrożenia i ochrona
Roślina umieszczona na Czerwonej liście roślin i grzybów Polski (2006) w grupie gatunków rzadkich, potencjalnie zagrożonych (kategoria zagrożenia R). W wydaniu z 2016 roku otrzymała kategorię DD (stopień zagrożenia nie może być określony).